# むのたけじ
むの たけじ（本名：武野 武治、1915年1月2日 - 2016年8月21日）は、日本のジャーナリスト。太平洋戦争従軍記者としての経験・反省から、戦後に反戦・平和を訴え続けた。
新聞『たいまつ』を創刊。農村・農業の進路、出稼ぎ問題、農民運動の在り方、地方文化やサークル活動について追求し、「自分の言葉に自分の全体重をかける」記事を書き続けた。

## 経歴
秋田県仙北郡六郷町（現：美郷町）の小作農民の家に生まれる。県立横手中学校（現：秋田県立横手高等学校）で教師を務めていた石坂洋次郎 に、国語・作文・修身を教わった。1932年に東京外国語学校（現：東京外国語大学）西語部文科（文学）に入学。親の仕送りで学生生活を続けることが難しくなったので、1学年を終わったところで外務省の書記生になろうとしたが「満18歳では若すぎる」との理由で願書は却下された。その頃から社会主義の本を熱心に読むようになった。
1936年（昭和11年）3月に大学を卒業して『報知新聞』記者となり、秋田支局や栃木支局、本社社会部で働く。近衛文麿、東条英機、鈴木貫太郎ら政権中枢の政治家・軍人、画家の藤田嗣治、小説家の火野葦平らにインタビューした。1940年（昭和15年）朝日新聞社に入社、中国、東南アジア特派員となった。当時の日本は日中戦争のさなかで、仏印進駐により東南アジアへも勢力を広げており、対立を深めた米英と1941年（昭和16年）12月に太平洋戦争へ突入した。戦争中盤の1943年（昭和18年）、社会部に戻る。魯迅の作品に心をひかれる。数え4つの長女ゆかりを疫痢で失う。1945年（昭和20年）8月15日の敗戦を機に、権力の統制に屈服して太平洋戦争の戦意高揚に関与した責任をとり退社した。その時むのは、民衆が蜂起することを予想し、激動の渦中に飛び込む覚悟をしていた。1946年、愛知県名古屋市に赴き『中京新聞』の仕事を手伝う。1947年（昭和22年）11月5日、生まれた女の子に「あじあ」と名づける。
1948年（昭和23年）元旦、親子5人で秋田県横手市に帰郷、2月にはタブロイド版の週刊新聞『たいまつ』を創刊した。『たいまつ』と名づけた理由を、むのは以下のように述べている。「戦時中の汚れにもまれながらも失わなかった(社会体制の変革を待望する)一点の火種をどんなに小さくとも一本の焔に変えたい気持ちだった。」 なお、創刊号には石坂洋次郎が寄稿している。
『たいまつ』では、農村、農業の進路、出稼ぎ問題、農民運動の在り方、地方文化やサークル活動について、しつように追求した。「自分の言葉に自分の全体重をかける」記事を1978年（昭和53年）の780号まで書き続けた。
魯迅のほか、レーニン、毛沢東のそれぞれの思想と戦闘ぶりに特に深く影響を受けた。
1955年（昭和30年）の第27回衆議院議員総選挙には秋田2区から無所属で立候補したが落選した。
晩年は、戦争の記憶を伝えるため、テレビ番組や講演会にも積極的に出演した
。
2012年、岩手県花巻市の「宮沢賢治学会 イーハトーブセンター」から第22回イーハトーブ賞を受賞。
2015年、東京外国語大学より、80年越しの卒業証書が渡された。
2016年8月21日、老衰のため、さいたま市内の次男宅で死去。101歳没。
週刊新聞『たいまつ』全780号は、横手市立図書館でデジタル撮影され保存されている。また、所蔵していた図書、書簡や講演の原稿、新聞の切り抜き等が横手市立図書館に寄贈され、雄物川図書館で常設展示されている。

## むのたけじ地域・民衆ジャーナリズム賞
名を冠した「むのたけじ地域・民衆ジャーナリズム賞」が設けられていたが、生前の発言の責を問われ終了した。また、過去の受賞者に対して、賞の名称からむのたけじの名前を削除した。

## 著書
- 『たいまつ十六年』企画通信社 1963年／現代教養文庫 1994年／岩波現代文庫 2010年
- 『雪と足と』文藝春秋新社 1964年／三省堂 1970年
- 『踏まれ石の返書』文藝春秋新社 1965年／評論社 1983年
- 『ボロを旗として』番町書房 1966年／イズミヤ出版 2003年
- 『日本の教師にうったえる』明治図書出版 1967年
- 『詞集 たいまつ――人間に関する断章604』三省堂新書 1967年
- 『1968年――歩み出すための素材』岡村昭彦との対談 三省堂新書 1968年
- 『日本の教育を考える――豊かな人間教育への提言』斎藤喜博・佐藤忠男との鼎談 東芝教育技法研究会（TETA新書）1970年
- 『解放への十字路』評論社 1973年
- 『われ住むところわが都』家の光協会 1975年
- 『詞集 たいまつ』1 - 6 評論社 1976-2011年
- 『むのたけじ 現代を斬る』北条常久との対談 イズミヤ出版 2003年
- 『戦争いらぬやれぬ世へ』（むのたけじ語る 1）評論社 2007年
- 『いのち守りつなぐ世へ』（むのたけじ語る 2）評論社 2008年
- 『戦争絶滅へ、人間復活へ――93歳・ジャーナリストの発言』聞き手黒岩比佐子 岩波新書 2008年
- 『ふみさん、たけじさんの93歳対談』峯山冨美 朝日新聞出版 2008
- 『希望は絶望のど真ん中に』岩波新書 2011年
- 『99歳一日一言』岩波新書 2013年
- 『たいまつ 遺稿集』金曜日 2016年
- 『日本で100年、生きてきて』朝日新書 2017年